# Lupus in fabula (album)
Lupus in fabula è un album del batterista e cantante Franz Di Cioccio, pubblicato per la Fonit Cetra nel 1992.

## Tracce

### CD
Testi e musica di Franz Di Cioccio con la collaborazione di Gatto Panceri.
1. Virgilio è ballabile – 4:22
2. Tatum – 4:52
3. Il cerchio – 4:04
4. Miserere nobis – 4:44
5. I ragazzi di dove – 4:59
6. I pesci – 4:57
7. Uccello ferito – 4:36
8. Today – 4:26

## Formazione
- Franz Di Cioccio - voce, cori, batteria, percussioni
- Patrick Djivas - basso, cori, programmazione, tastiera
- Andrea Braido - chitarra solista
- Alessandro Sala - tastiera
- Carmelo Isgrò - basso
- Chicco Gussoni - chitarra ritmica
- Giorgio Negro - tastiera
- James Thompson - sax
- Gatto Panceri - cori

Note aggiuntive
- Franz Di Cioccio e Patrick Djivas - produttori, arrangiamenti
- Registrazioni effettuate al Aereostella studio di Milano tra aprile e maggio 1992
- Mario Flores e Patrick Djivas - ingegneri delle registrazioni e del mixaggio
- Mixato al Heaven Studios di Rimini nel giugno 1992
- Post produzione e mastering: Dario Bontempi, Studio Eclisse
- Luciano Tallarini - art director
- Fabio Nosotti - foto[1]